# Fast Fashion
„Fast Fashion“ (aus dem Englischen, dt. wörtlich schnelle Mode) bezeichnet ein Geschäftsmodell in der Bekleidungsindustrie, bei dem die Kollektionen schnell und trendbezogen designt und zu niedrigen Preisen produziert und verkauft werden. Der Ausdruck wird seit den 1990er-Jahren verwendet und kann verschiedene Aspekte in einer sich beschleunigenden Modeindustrie meinen. „Fast Fashion“ steht dabei unter ökologischen, sozialen und ökonomischen Gesichtspunkten in der Kritik.

## Geschäftsmodell

### Design und Vermarktung
Fast-Fashion-Artikel haben eine sehr kurze Time-to-Market, die Durchlaufzeit zwischen dem ersten Entwurf und dem Verkauf ist also sehr kurz. Nach einer Untersuchung aus dem Jahr 2017 betrug sie bei traditionellen Modeunternehmen etwa ein halbes Jahr, bei Fast-Fashion-Unternehmen wie Zara oder H&M hingegen durchschnittlich fünf bis sechs Wochen. Reine Onlinehändler wie Asos oder Boohoo sind teilweise noch schneller, bieten eine noch größere Auswahl und verkaufen zum Teil Artikel, bevor sie überhaupt produziert werden. Man spricht in diesem Zusammenhang auch von „Super-Fast-Fashion“ oder „Ultrafast Fashion“. Alle Fast-Fashion-Unternehmen beschäftigen große Modedesign-Abteilungen, die ständig Modenschauen und Trends beobachten und nachahmen. Dabei verletzen sie regelmäßig Urheberrechte von anderen Labels und Designern. Sie erstellen zahlreiche Prototypen, die schnell freigegeben, in kleinen Auflagen/Chargen bestellt und ausgeliefert werden. Erfolgreiche Designs können dann in größerer Menge nachbestellt werden. So kann die Produktion an eine unsichere Nachfrage angepasst werden (Quick Response). Das ständig wechselnde Angebot soll auch Aufmerksamkeit generieren und die Menschen häufiger zum Kauf verleiten.
Fast Fashion steht damit für das Produkt- oder Marktsegment in der Bekleidungsindustrie, das mit der höchsten Geschwindigkeit entwickelt wird (fast track) und damit den höchsten Modegrad, also die schnellste Anpassung an Modetrends, ermöglicht. Es wird auch von Unternehmen bedient, die hauptsächlich andere Strategien verfolgen. Genauso arbeiten Fast-Fashion-Unternehmen aber auch mit saisonalen Kollektionen und Basics, die immer auf Lager sind (sogenannte NOS-Ware).
Weil die Artikel der Fast Fashion immer der aktuellen Mode entsprechen und günstig verkauft werden, sind sie sehr beliebt. Fast Fashion ermöglicht den Menschen außerdem, sich nicht an einen Stil zu binden, sondern viele unterschiedliche Kleidungsstücke zu besitzen, die günstig ersetzt werden können.

### Lieferketten
Die Lieferketten der Fast Fashion sind unterschiedlich aufgebaut. Meist organisieren Fast-Fashion-Konzerne als Handelsunternehmen ihren Einkauf selber und beauftragen Textilfabriken, die auch für andere Modeunternehmen produzieren. Die wichtigsten Faktoren bei der Auswahl der Lieferanten sind ein niedriger Preis, zeitlich flexible und schnelle Produktion und eine angemessene Qualität. Die Unternehmen kombinieren häufig Offshoring- und Nearshoring-Strategien: Während Basics oft kostengünstig in (meist asiatischen) Niedriglohnländern produziert und auch langsam transportiert werden, nehmen sie für Artikel mit hohem Modegrad auch höhere Kosten in Kauf, um sie möglichst schnell auf den Markt zu bringen. So lassen sie etwa in größerer Nähe zu den Absatzmärkten produzieren oder in Asien produzierte Ware als Luftfracht nach Europa bringen. Fast-Fashion-Unternehmen sind stark vertikal integriert und verfügen über eigene Filialen und Onlineshops, sodass sie nicht auf den Einzelhandel angewiesen sind.

## Geschichte und Unternehmen
In den 1960er-Jahren wuchsen in Europa Modehändler heran, die vor allem günstige und trendbezogene Kleidung verkauften. Dazu gehörten etwa Topshop, H&M und Zara. Sie expandierten in den 1990er-Jahren auf den amerikanischen Markt. Als Zara die erste Filiale in New York City eröffnete, beschrieb die New York Times das Geschäftsmodell des Unternehmens als „fast fashion“. Um die Jahrtausendwende etablierte sich die Fast Fashion auf dem Bekleidungsmarkt.
Die weltweit nach ihrem Umsatz größten Fast-Fashion-Unternehmen waren 2023:
- Inditex: 35,95 Mrd. €
- Shein: 29,44 Mrd. €
- H&M: 20,78 Mrd. €
- Fast Retailing: 17,37 Mrd. €

Dahinter folgten Primark, Bestseller, Asos, LPP, Mango und Boohoo.

## Kritik

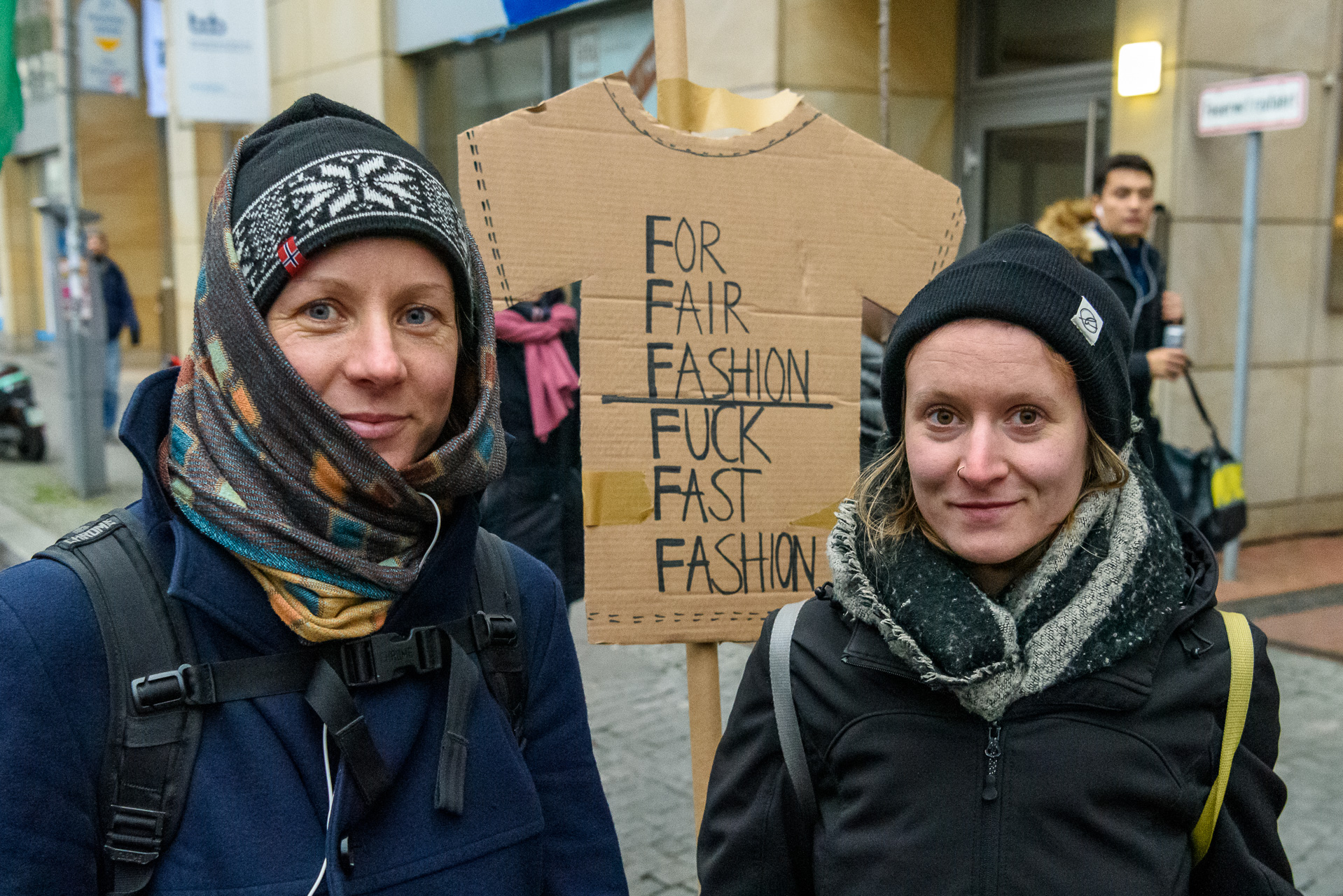
Teilnehmerinnen der Fridays For Future Demonstration in Berlin 2019 halten ein Plakat mit der Aufschrift: „For Fair Fashion Fuck Fast Fashion“.

Der Begriff „Fast Fashion“ soll neben den verkürzten Lieferzeiten auch auf die mangelnde Qualität und die damit verbundene kurze Haltbarkeitsdauer der zumeist billig hergestellten Kleidungsstücke hinweisen.
Laut Greenpeace verursacht Fast Fashion einen hohen Ressourcenverbrauch, schwierige Arbeitsbedingungen sowie erhöhte Umweltverschmutzung aufgrund der Produktion in Niedriglohnländern.
Neben einer Verlagerung der Produktion in Billiglohnländer hat auch die Verwendung von Polyester als günstige synthetische Chemiefaser einen erheblichen Beitrag dazu geleistet, um die Herstellungskosten von Kleidungsstücken drastisch zu senken. Für das Jahr 2018 wurde ein Faseranteil für die deutsche Textilindustrie von 71 % Chemiefaser sowie 29 % Naturfaser prognostiziert.
Eine Überproduktion von Textilien, die Auswirkungen auf die Umwelt sowie sozialverträgliche Aspekte mit Blick auf die textile Wertschöpfungskette sind demnach als Kritik an Fast Fashion zu äußern.
Zusammengefasst können diese Aspekte in die folgenden Bereiche unterteilt werden:

### Ökologische Faktoren
Zahlreiche Studien warnen vor den Folgen von „Fast Fashion“. Laut einer Untersuchung der britischen Ellen-MacArthur-Stiftung ist die gesamte Textilindustrie für einen Großteil des CO2-Ausstoßes verantwortlich.
Greenpeace zufolge verursache die Herstellung von Kleidung derzeit mehr Emissionen wie beispielsweise CO2 als die Seeschifffahrt und die weltweite Luftfahrt zusammen.
Darüber hinaus kann laut dem Bund für Umwelt und Naturschutz Deutschland ein weltweiter Anteil von Mikroplastik in den Meeren in Höhe von 35 % auf Fast Fashion zurückgeführt werden. Grund hierfür ist die Verwendung von Polyester als günstige Faser bei der Produktion von Textilien. Beim Waschen löst sich das Mikroplastik und gelangt durch häusliches und industrielles Abwasser in die Gewässer.
Viskosefaser, der „Lieblingsstoff der Fast-Fashion-Hersteller“, wird aus Holz gewonnen – durch den Einsatz von giftigem Schwefelkohlenstoff. Der Arbeitsmediziner Paul Blanc von der University of California, San Francisco stuft die Vermarktung von Viskose als umweltfreundliche Alternative dementsprechend als Greenwashing ein.
Aber auch der konventionelle Anbau von Naturfaser sorgt für eine erhebliche Umweltbelastung. Der Anbau von konventioneller Baumwolle etwa erfordert einen signifikanten Einsatz von Insektiziden sowie Pestiziden.

### Sozialkritische Faktoren
Mit dem Einsturz des Rana Plaza im Jahr 2013 wurden die Missstände in der textilen Wertschöpfungskette großer Fast Fashion Unternehmen aufgedeckt. Trotz zahlreicher Verpflichtungen von Staat und Wirtschaft finden sich auch heute noch in Niedriglohnländern erhebliche Unterschiede zwischen sogenannten existenzsichernden Löhnen und tatsächlich bezahlten Löhnen. 

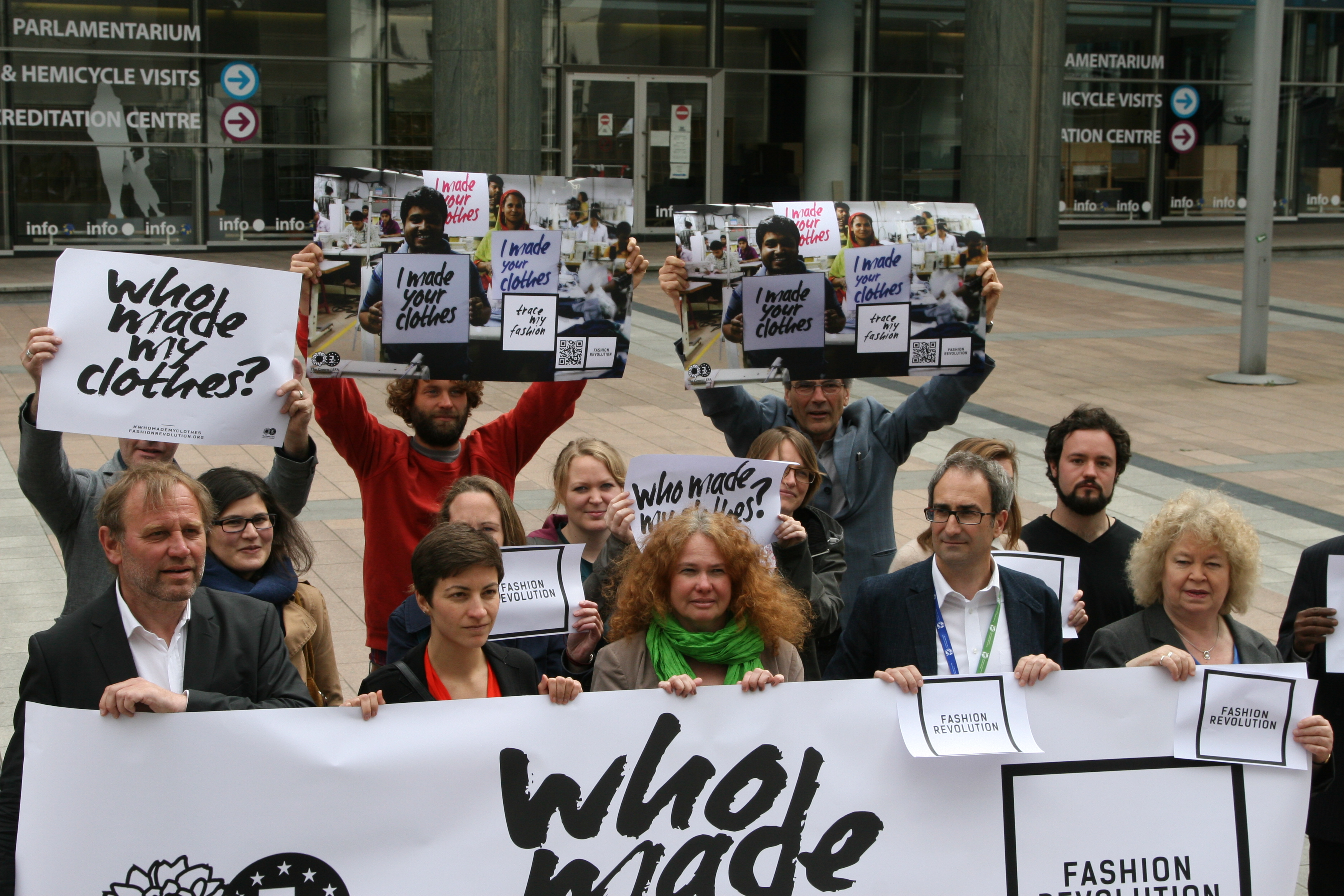
Mit der Frage „Who made my Clothes?“ fordert die globale Kampagne „Fashion Revolution“ zur Auseinandersetzung mit den Arbeitsbedingungen im Bekleidungssektor auf

Zudem ist der Arbeitsalltag von Arbeitern in Asien geprägt von Unterdrückung und ungleicher Behandlung. Die Nichtregierungsorganisation „Kampagne für Saubere Kleidung“ kritisiert, dass die Corona-Pandemie als Vorwand genommen werde, um Gewerkschaftsmitarbeiter aus den Firmen zu verbannen.
Im Rahmen des Onshorings der Textilindustrie treten jedoch auch in Europa wieder ausbeuterische Arbeitsbedingungen auf: Ebenfalls im Zusammenhang mit der Corona-Pandemie riefen die Arbeitsbedingungen in Textilfabriken im englischen Leicester mediale Aufmerksamkeit hervor – die dort Beschäftigten hatten laut einem Bericht von „Labour behind the Label“ unter anderem Kleidung für Boohoo genäht, wobei sie weit unter Mindestlohn bezahlt wurden und sich aufgrund fehlender Hygienemaßnahmen massenhaft mit SARS-CoV-2 infizierten.

### Ökonomische Faktoren
Aufgrund der stetig gesunkenen Preise für Bekleidung wenden in Deutschland Menschen im Durchschnitt einen immer geringeren Teil ihres Einkommens für Kleidung auf – waren es 1970 noch 9,7 Prozent, so sank der Anteil der Ausgaben für Kleidung bis 2012 auf 4,6 Prozent. Laut einem Bericht aus 2012 kauft jeder deutsche Bundesbürger im Schnitt 60 Kleidungsstücke pro Jahr mit einer deutlich kürzeren Verwendungsdauer. FairWertung, ein Dachverband für gemeinnützige Altkleidersammler in Deutschland, betrachtet Fast Fashion als zunehmendes Problem. Aufgrund der günstigen Preise und dem schnellen Wechsel der Kollektionen nehme die Tragedauer von Textilien ab: Wurde ein Kleidungsstück im Jahr 2000 noch etwa 200 Mal getragen, waren es 2015 nur noch 163 Mal. Entsprechend werden Textilien schneller wieder aussortiert. Aufgrund der schlechten Verarbeitung eignen sich jedoch immer mehr Kleidungsstücke nicht dafür, in Secondhandläden weiterverkauft zu werden. Laut FairWertung müssen 10 Prozent der Altkleider aus den Sammlungen kostenpflichtig entsorgt werden, weitere 40 Prozent werden zu Putzlappen für die Industrie, Malervlies und Dämmstoffen weiterverarbeitet. Bedingt durch die COVID-19-Pandemie nahm die Menge an gespendeten Altkleidern derartig zu, dass der Dachverband im Januar 2021 dazu aufrief, möglichst keine Textilien mehr abzugeben. „Die Mengen sind am Markt so groß, und die Qualität so schlecht, dass der Preis im Keller ist, und wir Sammler, auch gemeinnützige Sammler, an der Wirtschaftslichkeitsschwelle stehen“, wurde Thomas Ahlmann, der Geschäftsführer von FairWertung, in den Medien zitiert. Das weltweite Überangebot habe den Preis für alte Bekleidung um 75 Prozent sinken lassen.

### Gegeninitiativen
Im Jahr 2024 wurde in Frankreich ein Gesetzesentwurf gegen Fast Fashion im Senat vorgelegt. Dieser sieht u. a. einen Aufpreis für schlecht produzierte Textilien sowie Werbe-Auflagen für die Plattformen der Branche vor. Die EU plant außerdem eine Verordnung, um die Produktion langlebiger, reparabler und recyclebarer Kleidung zu fördern.

## Filme
- The True Cost – Der Preis der Mode, Dokumentarfilm von 2015, USA; Regie: Andrew Morgan, Produzent: Michael Ross
- Fast Fashion: Plastikmüll statt Mode – ersticken wir in Billig-Altkleidern? Bayerischer Rundfunk, Oktober 2019
- Fast Fashion – Die dunkle Welt der Billigmode, Dokumentarfilm von 2020, Frankreich. Regie: Edouard Perrin, Gilles Bovon; Produzent: Premiere Ligne
- Schluss mit Fast Fashion: Wie ihr alte Kleidung sinnvoll verwerten könnt, KursivMDR Investigativ, Mai 2021